# 莫納斯特里斯卡

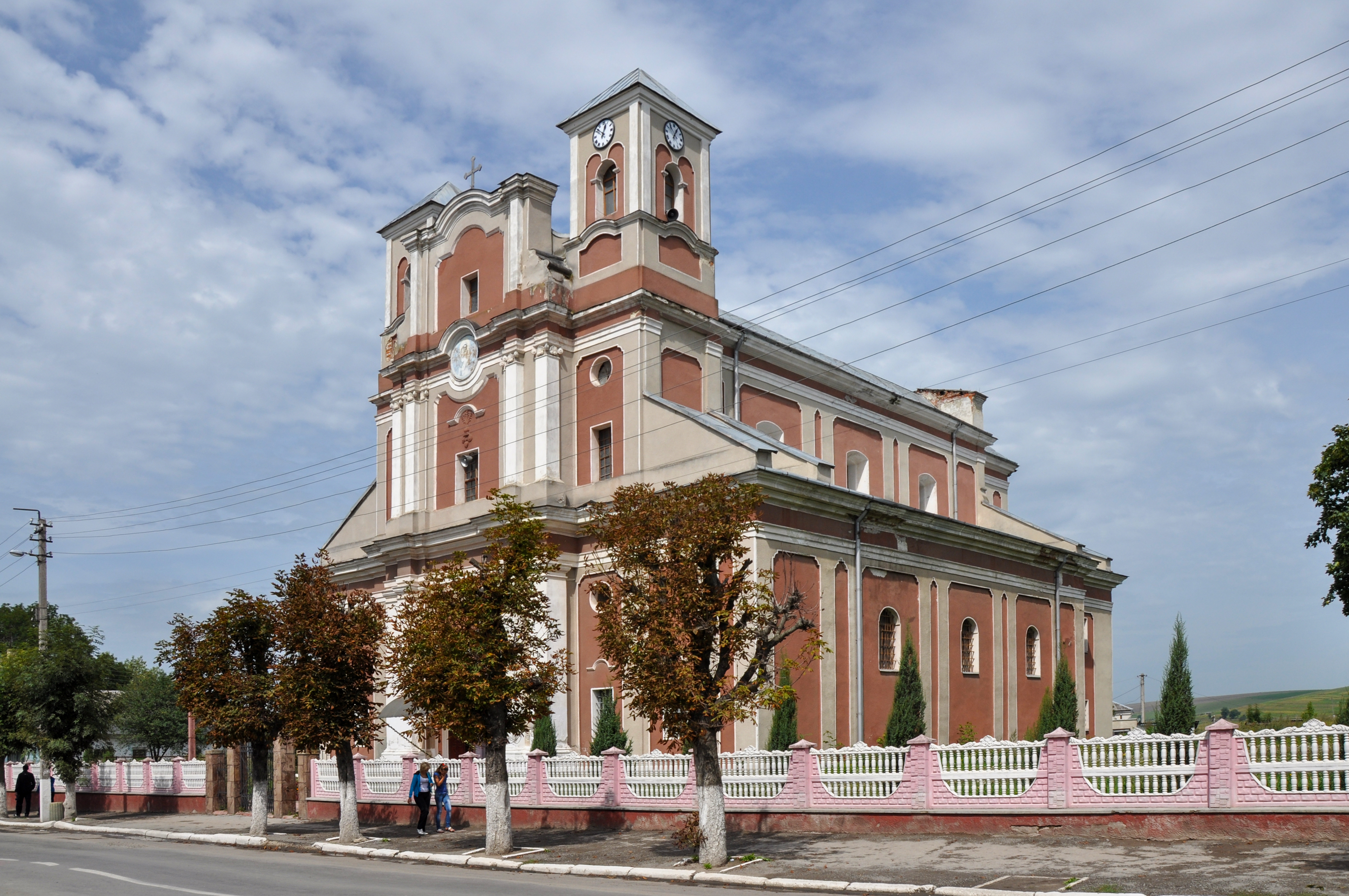
当地的天主教堂

49°05′20″N 25°10′10″E / 49.08889°N 25.16944°E
莫納斯特里斯卡（羅馬化：Monastyryska）是位於烏克蘭西部的城市，由捷爾諾波爾州喬爾特基夫區的莫納斯特里斯卡市鎮負責管轄。該市位於該國西部科羅佩茨河畔，距離首府捷爾諾波爾59公里，始建於1454年，海拔高度312米，面積11平方公里，2022年人口5,380